# Миронов, Александр Евгеньевич
Александр Евгеньевич Миронов (23 ноября 1910, Орша, Могилёвская губерния — 15 декабря 1992, Минск) — советский и белорусский писатель, журналист, собственный корреспондент, полярник.

## Биография
Родился в семье железнодорожника. Плавал на пароходе «Сталин» на Шпицберген и на шхуне «Белуха» на Новую Землю. С 1930 по 1933 год служил в торговом флоте, принимал участие в плавании на пароходе «Челюскин»челюскинцев (1933—1934).
Первый сборник очерков «Морские будни» вышел в свет в Архангельске в 1932 году. Сотрудничал в газетах: «Правда Севера», «Моряк Севера» (1934—1941), был собкором газеты «Звезда», ответственным секретарём альманаха «Советская Отчизна». Член Союза писателей СССР (1939).
В 1942 году окончил школу вахтенных командиров боевого корабля. Участник Великой Отечественной войны.
С 1946 по 1950 год заведовал сценарным отделом студии «Беларусьфильм».
С 1950 года жил в Коктебеле, по завещанию, после смерти прах развеян над Чёрным морем.

## Награды
- Орден Красной Звезды за участие в Челюскинской эпопее (1934).
- Орден Красной Звезды за работу в газете «Северная вахта» (1945)[3].
- Орден Отечественной войны II степени (1985)

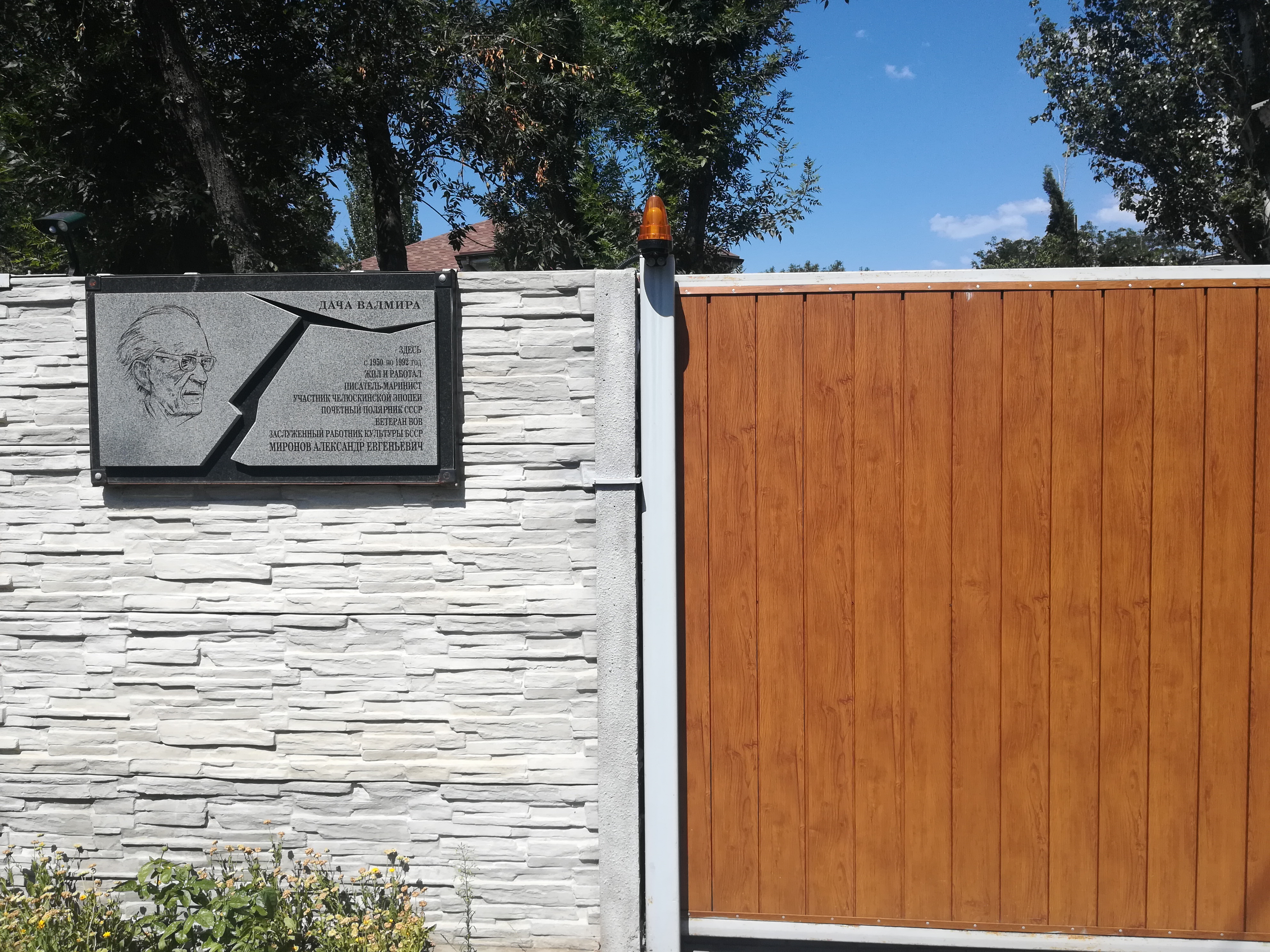
Мемориальная доска в Коктебеле

- Орден Дружбы народов
- Орден «Знак Почёта»

## Память
Мемориальная доска в Коктебеле (ул. Десантников, д. 3д).